# Nambinintsoa Randrianantenaina
Nambinintsoa Randrianantenaina, né le 5 juin 1994, est un coureur cycliste malgache.

## Biographie
Un de ses cousins, Émile Randrianantenaina, a remporté le Tour de Madagascar à deux reprises.
En 2013, Nambinintsoa Randrianantenaina devient champion du Madagascar sur route, juste devant son cousin Émile. Il remporte ensuite une étape du Tour de Madagascar en 2015, puis sur l'édition 2017. En fin d'année 2018, il s'impose sur une épreuve du Trophée des As, devant son cousin Émile. 
En juillet 2019, il récolte la médaille de bronze au contre-la-montre par équipes des Jeux des îles de l'océan Indien, avec la sélection malgache.

## Palmarès
- 2013
  -  Champion du Madagascar sur route
- 2015
  - 9e étape du Tour de Madagascar
  - 3e du Tour de Madagascar
- 2017
  - 8e étape du Tour de Madagascar
- 2018
  - 3e étape du Trophée des As
- 2019
  - 5e étape du Tour de Madagascar
  - 2e du Tour de Madagascar
  -  Médaillé de bronze du contre-la-montre par équipes aux Jeux des îles de l'océan Indien